# Springfields Mafia
Springfields Mafia er en fiktiv mafia i tv-serien The Simpsons. Deres leder er Fat Tony, og de arbejder under dækket af at være et renovationsfirma. Mafiaen har engang udskiftet al Springfields komælk med rottemælk.

## Medlemmer
- Fat Tony (Springfield mafiaoverhoved)
- Louie (en af Fat Tonys håndlangere)
- Legs (en af Fat Tonys håndlangere)Både en håndlanger og mafialæge, han syede på et *tidspunkt Homers tommelfinger på.
- Joey (en af Fat Tonys håndlangere) [kilde mangler]
- Johnny Tightlips (en del af Springfields mafiaverden, ikke så snakkesalig)
- Frankie "The Squealer"